# Meginhard (Fulda)
Meginhard (Fuldensis, von Fulda; * vor 851; † 888) war ein Benediktiner und Mönch des Klosters Fulda im 9. Jahrhundert. Als Schüler des berühmten Lehrers und Geschichtsschreibers Rudolf von Fulda soll er dessen Annales Fuldenses fortgesetzt haben.
Durch eine Randbemerkung in der Originalhandschrift ist gesichert, dass Meginhard die von Rudolf begonnene Translatio S. Alexandri zu Ende führte, den Bericht über die Übertragung der Reliquien des Alexander von Rom nach Fulda im Jahre 851.
Außerdem ist von Meginhard eine Predigt über den heiligen Ferrutius erhalten, dessen Reliquien der Erzbischof Lullus (Lul) von Mainz nach Bleidenstadt übertragen hatte.

## Werke
- Annales Fuldenses sive annales regni Francorum orientalis / ab Einhardo, Ruodolfo, Meginhardo Fuldensibus Seligenstadi, Fuldae, Mogontiaci conscripti cum continuationibus Ratisbonensi et Altahensibus. Post ed. G. H. Pertzii recogn. Fridericus Kurze. (Unveränd. Nachdr. der Ausg. Hannover, Hahn, 1891) Hannover: Hahn 1993 (Monumenta Germaniae Historica: [Scriptores: 7], Scriptores rerum Germanicarum in usum scholarum separatim editi; 7) ISBN 3-7752-5303-3
- Translatio S[ancti] Alexandri: Niedersächs. Landesbibliothek Hannover Ms. I, 186 auctoribus Rudolfo et Meginharto Fuldensis. Mit e. Einf. von Helmar Härtel, Faksimile-Druck. Hildesheim: Gerstenberg 1979 (Facsimilia textuum manuscriptorum; 5) ISBN 3-8067-0829-0